# I’m Real
Az I'm Real Jennifer Lopez negyedik kislemeze második albumáról, a J.Lo-ról. A dalnak remix változata is készült melyben Ja Rule-lel közösen énekel. A dal remixváltozatának a J to tha L-O!: The Remixes albumon megjelent I'm Real (Murder Remix).

## Változatok és formátumok
CD1
1. I'm Real (Murder Remix ft. Ja Rule)
2. I'm Real (Radio Edit)
3. I'm Real (Dezrok Club Mix)
4. I'm Real (Dreem Teem Master)
5. I'm Real (Pablo Flores Club Mix)
6. I'm Real (André Betts Remix)

CD2
1. I'm Real (Murder Remix ft. Ja Rule)
2. I'm Real (Radio Edit)
3. I'm Real (Dezrok Vocal Radio Edit)
4. I'm Real (Dreem Teem UK Garage Mix)
5. I'm Real (D. MD Strong Club)
6. I'm Real (Pablo Flores Euro-Dub)

## Helyezések
| Országok (2001)                      | Csúcspozició |
| ------------------------------------ | ------------ |
| Osztrák kislemezlista                | 25           |
| Belga kislemezlista (Flandria)       | 8            |
| Belga kislemezlista (Vallónia)       | 5            |
| Kanadai kislemezlista                | 6            |
| Holland kislemezlista                | 3            |
| Európai Hot 100 kislemezlista        | 9            |
| Finn kislemezlista                   | 16           |
| Német kislemezlista                  | 11           |
| Ír kislemezlista                     | 13           |
| Olasz kislemezlista                  | 16           |
| Új-Zélandi kislemezlista             | 3            |
| Norvég kislemezlista                 | 4            |
| Svéd kislemezlista                   | 8            |
| Svájci kislemezlista                 | 6            |
| Brit kislemezlista                   | 4            |
| U.S. Billboard Hot 100               | 1            |
| U.S. Billboard Hot R&B/Hip-Hop Songs | 2            |
| Országok (2002)                      | Csúcspozició |
| Ausztrál kislemezlista               | 3            |
| Dán kislemezlista                    | 8            |
| Francia kislemezlista                | 3            |
| Román kislemezlista                  | 20           |

| Ország        | Tanusitó | Minősítés | Értékesítés |
| ------------- | -------- | --------- | ----------- |
| Ausztrália    | ARIA     | Platina   | 70,000      |
| Franciaország | SNEP     | Ezüst     | 171,000     |
| Új-Zéland     | RIANZ    | Arany     | 7,500       |

## Fordítás
Ez a szócikk részben vagy egészben  az   I'm Real (Jennifer Lopez song) című angol Wikipédia-szócikk fordításán alapul.  Az eredeti cikk szerkesztőit annak laptörténete sorolja fel. Ez a jelzés csupán a megfogalmazás eredetét és a szerzői jogokat jelzi, nem szolgál a cikkben szereplő információk forrásmegjelöléseként.